# IDoklad
iDoklad je on-line fakturační služba od společnosti Seyfor. Umožňuje vystavovat faktury či pokladní doklady a tvořit ceníky. Jedná se o službu založenou na technologii cloud computingu, takže není nutná instalace softwaru na lokální počítač.
Služba byla spuštěná v březnu 2011, v roce 2019 měla přes 200 000 uživatelů. Pro svůj běh používá Microsoft Azure od společnosti Microsoft. Služba funguje i na Slovensku, kde uživatelé do roku 2015 vygenerovali přes 3 miliony faktur.

## Funkce
Hlavní funkcí iDokladu je vystavování faktur. Ty si může uživatel přizpůsobit podle svých potřeb a vygenerovat z nich podklady pro daňové přiznání. iDoklad umí také vydávat pokladní doklady, které se tvoří ke každé faktuře hrazené v hotovosti, nebo pracovat se slevami. Základní varianta je bezplatná, placené tarify pak navíc zahrnují ceníky, základní skladové hospodářství, nebo synchronizaci s bankovními účty a tedy i evidenci úhrad a automatické upomínky dlužníkům. Aplikaci lze propojit s dalšími účetními programy, jako je Money, Pohoda nebo Vario.

## Ocenění
iDoklad získal několik ocenění. První v regionálním kole Microsoft Awards 2011, další na celosvětovém finále „cloudových“ aplikací pro Windows Azure Your Business Your Fame – Inspiring Cloud Innovation v Los Angeles. iDoklad také v červenci roku 2011 zvítězil v mezinárodní soutěži your Business Your Fame. V březnu 2012 získal ocenění Seals of Excellence na největším světovém IT veletrhu CeBIT v Hannoveru. Aplikace získala také ocenění IT produkt ComputerWorld v letech 2011, 2012 a 2013.

## Mobilní aplikace
iDoklad mohou uživatelé používat díky mobilním aplikacím také ve svých telefonech. Seyfor (tehdy Solitea Česká republika) spustil v září roku 2011 aplikaci pro Windows Phone,. V roce 2025 jsou dostupné aplikace pro telefony s operačními systémy Android a iOS.